# Ulrike Meyfarth
Ulrike Nasse-Meyfarth, nemška atletinja, * 4. maj 1956, Frankfurt ob Majni, Nemčija.
Nastopila je na poletnih olimpijskih igrah v letih 1972, 1976 in 1984 v skoku v višino. V letih 1972 in 1984 je osvojila naslova olimpijske prvakinje. Leta 1983 je osvojila srebrno medaljo na svetovnem prvenstvu, na evropskih prvenstvih je osvojila naslov prvakinje leta 1982, na evropskih dvoranskih prvenstvih pa v letih 1982 in 1984. Trikrat je izenačila ali postavila nov svetovni rekord v skoku v višino.